# 石谷清候
石谷 清候（いしがや きよとも）は、江戸時代の旗本。

## 生涯
兄の石谷清胤が早死にしたため、享保14年（1729年）12月2日、その跡を継ぐ。享保15年（1730年）4月1日徳川吉宗に拝謁する。享保20年（1735年）7月12日、御小姓組に所属したが、同年死す。 跡は、一族で700石旗本の石谷清夤の息子である、石谷清馨が継いだ。
なお、石谷清候については父の石谷清職が永井氏からの養子で、母親が不明なため石谷氏の血を引いているかは不明。